# Zagubione znalezione
Zagubione znalezione (ang. Lost & Found) – amerykańska komedia romantyczna z 1999 roku w reżyserii Jeffa Pollacka. Wyprodukowany przez Warner Bros.

## Opis fabuły
Właściciel restauracji Dylan Ramsey (David Spade) chce poderwać swoją sąsiadkę, piękną Lilę Dubois (Sophie Marceau). Postanawia porwać jej ukochanego psa Jacka, a następnie udawać, że go odzyskał i wyjść na bohatera. Nie wszystko jednak idzie zgodnie z planem.

## Obsada
- David Spade jako Dylan Ramsey
- Sophie Marceau jako Lila Dubois
- Martin Sheen jako Millstone
- Ever Carradine jako Ginger
- Patrick Bruel jako Rene
- Artie Lange jako Wally Slack
- Carl Michael Lindner jako Brat
- Jon Lovitz jako wujek Harry Briggs
- Carole Cook jako Sylvia
- Estelle Harris jako pani Stubblefield